# Synodontis eupterus
Synodontis eupterus е вид лъчеперка от семейство Mochokidae.